# Schaeffler Group
Schaeffler — немецкая компания, производитель автокомплектующих, в первую очередь на основе подшипников. Является контролирующим акционером производителя шин Continental AG (46 % акций). В списке крупнейших компаний мира Forbes Global 2000 в 2022 году Schaeffler заняла 1290-е место.

## История
Компания была основана братьями Вильгельмом и Георгом Шеффлерами в 1946 году в городе Херцогенаурах, первоначально называлась INA; её основой была компания по производству ковров и обивочных материалов Davistan AG, купленная Вильгельмом Шеффлером в 1939 году. В 1949 году Георг усовершенствовал конструкцию игольчатого подшипника, и вскоре они стали основной продукцией INA. В 1950-х годах были открыты заводы во Франции и Бразилии, а в 1965 году был куплен контрольный пакет акций компании LuK GmbH (Lamellen und Kupplungsbau). В начале 1990-х годов были открыты заводы в Словакии и Республике Корея, а в 1995 году создан филиал в КНР INA Bearings China. В 1996 году Георг Шеффлер умер, и во главе компании стали его вдова и сын. В 1999 году LuK GmbH был поглощён полностью, а в следующем году был куплен крупный пакет акций ещё одного производителя автокомплектующих, REGE Motorenteile GmbH. В 2002 году был поглощён баварский производитель подшипников FAG Kugelfischer, в 2003 году все приобретения были объединены в Schaeffler Group. В 2005 году был открыт завод в Румынии, в 2007 году — в Индии и Венгрии, в 2008 году — во Вьетнаме и Мексике, также в этот период расширялись производственные мощности в Китае.
В середине 2008 года была предпринята попытка поглотить значительно более крупную компанию Continental AG, производителя шин. Schaeffler удалось приобрести 75 % акций по цене 75 евро за акцию, однако вскоре биржевая цена акций упала до 20 евро. В 2011 году доля в Continental была сокращена до 60 %, а в 2016 году — до 46 %.
В 2014 году был открыт завод в России (в Ульяновске), а в 2016 году — в Таиланде. В 2015 году Schaeffler AG провела размещение своих акций на Франкфуртской фондовой бирже. В 2021 году Schaeffler открыла центр инструментальной технологии.
В ноябре 2023 года Schaeffler AG договорилась о покупке конкурирующей немецкой компании Vitesco Technologies Group. В результате сделки будет создана компания с четырьмя основными направлениями бизнеса и годовой выручкой в размере порядка 25 млрд евро. Сделку планируется закрыть в четвертом квартале 2024 года, однако её должны ещё одобрить акционерами обеих компаний.
В декабре 2023 года активы группы в России — ООО «Шэффлер Рус» (г. Ульяновск, производство автокомпонентов) и ООО «Шэффлер Руссланд» (г. Москва, торговля продукцией), — были проданы российской компании.

## Деятельность
Компании принадлежит 75 заводов и 20 научно-исследовательских центров.
Подразделения по состоянию на 2021 год:
- Автомобильные технологии — различные элементы двигателей и трансмиссии; выручка 8,44 млрд евро;
- Послепродажное обслуживание — продажа запчастей; выручка 1,85 млрд евро;
- Промышленность — подшипники и другие детали промышленного оборудования; выручка 3,57 млрд евро.

Регионы деятельности:
- Европа, Ближний Восток и Африка — 42 % выручки, 40 заводов в Германии, Австрии, Чехии, Словакии, Венгрии, Румынии, Италии, Испании, Португалии, Франции, Великобритании и ЮАР;
- Америка — 20 % выручки, 13 заводов в США, Мексике, Канаде и Бразилии;
- Китай — 24 % выручки, 10 заводов и 1 научно-исследовательский центр;
- Азиатско-Тихоокеанский регион — 14 % выручки, 9 заводов в Индии, Таиланде, Вьетнаме, Японии и Республике Корея.